# Parobisium longipalpum
Parobisium longipalpum är en spindeldjursart som beskrevs av Hong 1996. Parobisium longipalpum ingår i släktet Parobisium och familjen helplåtklokrypare. Inga underarter finns listade i Catalogue of Life.